# Phaius delavayi
Phaius delavayi är en orkidéart som först beskrevs av Achille Eugène Finet, och fick sitt nu gällande namn av Phillip James Cribb och Holger Perner. Phaius delavayi ingår i släktet Phaius och familjen orkidéer. IUCN kategoriserar arten globalt som sårbar. Inga underarter finns listade i Catalogue of Life.